# 中华基督教会缸瓦市教堂
39°55′17″N 116°22′23″E / 39.9214431°N 116.3730473°E

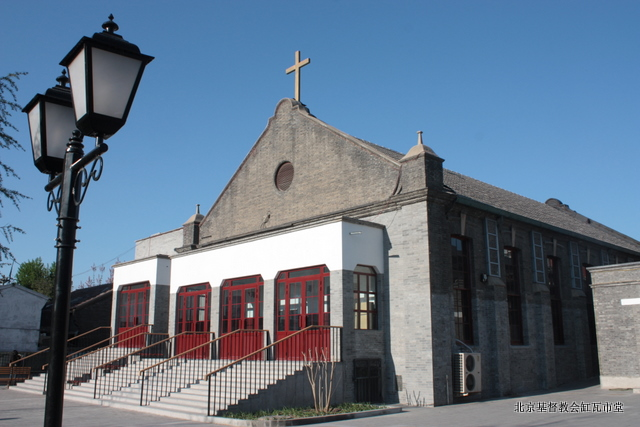
北京基督教会缸瓦市堂

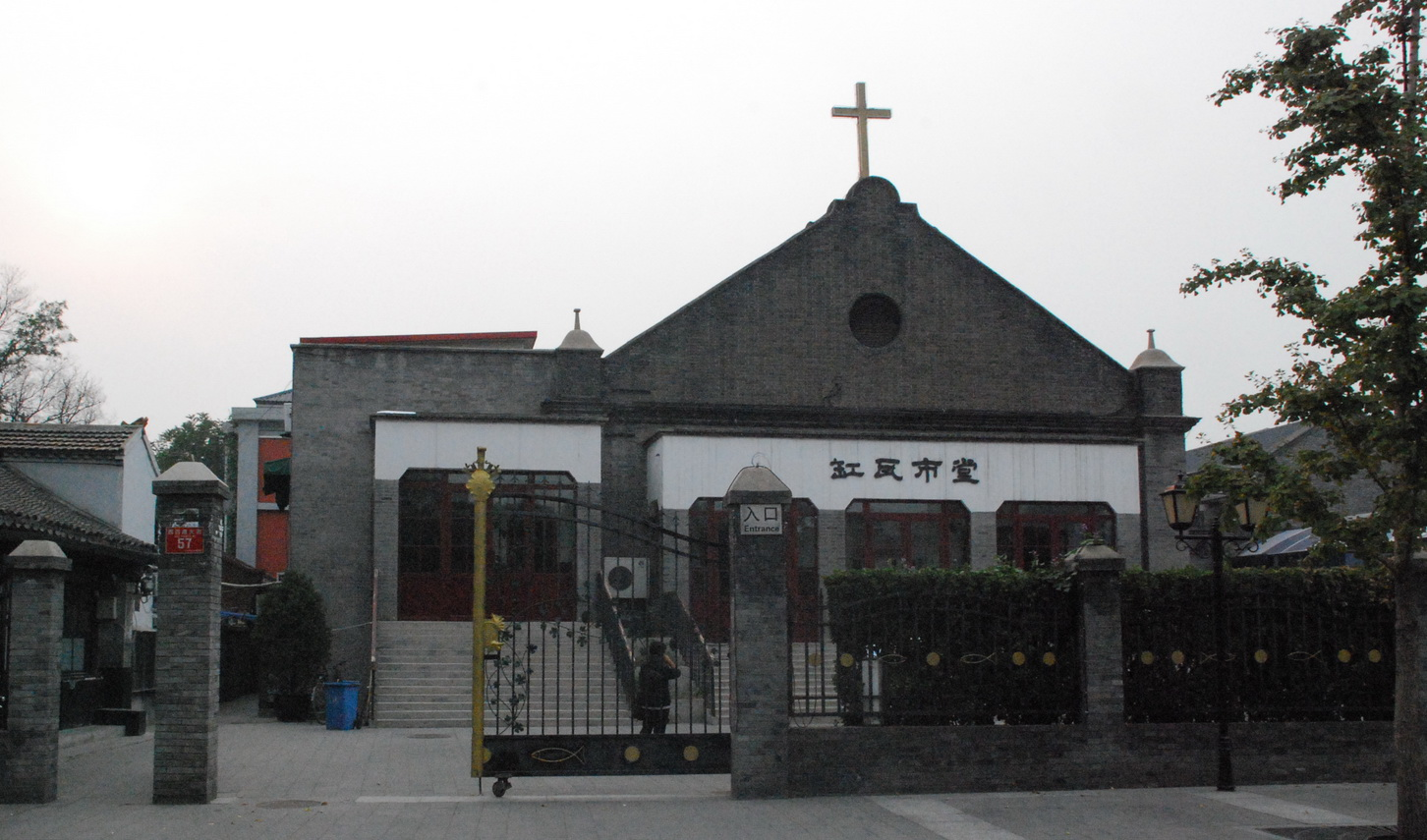
北京基督教会缸瓦市堂

北京基督教会缸瓦市堂，位于中国北京市西城区西四南大街57号。这间教会由英国伦敦传道会于1863年所创建 ，是现存的北京最早的基督教会。“基督教缸瓦市教堂”是西城区普查登记文物。

## 简介
1861年10月，伦敦会的雒魏林在北京东城租用英国公使馆的房产开创医疗事工。这就是北京协和医院的前身。1863年伦敦会派艾约瑟来到北京和雒魏林一起负责北京的事工，同年在西城设立传教机构，这就是缸瓦市教会的起源。1864年3月28日，英国伦敦会27岁的医学博士杜德珍辗转上海到达北京，在行医的同时传教。杜德珍博士同时也对中国现代医学、摄影等学科做出了开创性的贡献。
1900年6月13日，缸瓦市教堂与北京城内其他10余座教堂在同一天被义和团烧毁。
1903年3月16日，英国伦敦会又用当时通用的松江银2100两，在缸瓦市从私人奎瑶手中购地而建堂，当时教堂分南北两院，南院占地1.93亩，房32间半，有小礼拜堂一座，用做副堂和牧师住宅；北院3.32亩，房54间半，有大礼拜堂一座。1922年改建新堂(就是现在仍在使用的主堂)，实行自立自养，并加入中华基督教会。在教堂南院开办仁济医院；北院为铭贤小学。形成教堂、医院、学校为一体的格局。1919-1928年，缸瓦市堂工作由宝乐山先生负责。1929-1949年，缸瓦市堂由石云浦牧师主持工作。
1950-1958年，由吕仲岩牧师继任工作。1951年，向政府登记时，有工作人员4人，义工11人，信徒120人。李克先生从神学毕业之后，即到缸瓦市堂协助吕牧师一同工作。1958年，北京市西城区属于各宗派的其他基督教堂全部被关闭，信徒都被合并到缸瓦市教堂，称缸瓦市堂为西堂。此期间由刘仲和牧师负责工作。1966年，文化大革命开始后，缸瓦市教堂被迫停止聚会。
1980年7月18日，缸瓦市教堂恢复礼拜，祁廷铎牧师任主任牧师，后调任北京燕京神学院为副院长。1986年-1993年，杨毓东牧师为主任牧师。1994年12月4日，发生著名的缸瓦市教变，杨毓东牧师被暴力赶下讲台，于新粒接任主任牧师。1994年-2002年，于新粒牧师为主任牧师。2002年至今，杜凤英牧师为主任牧师。
在1949年前后和文革期间，陆续有居民和单位侵占缸瓦市教会教产和土地，并修建各样建筑比如家具店、住宅等，并长期拒绝归还。1980年教堂重新对外开放时，能使用的房屋只有大礼拜堂和附属房屋，仅占原来的五分之二，相当部分信徒只能在院里露天聚会。1996年，为缓解聚会压力，在主堂的南侧扩建了副堂。2008年，在清退占居教堂北侧后院的住户后，对后院进行改建，新建了小礼拜堂和办公室等。2009年初，西四家具店拆迁，长期被大楼遮挡的教堂得以露出街面，而拆迁产生的空地则被改造成绿化停车场。
缸瓦市教会现有信徒5000多人。每个主日有四次礼拜。还有同工马美真牧师，张书强牧师，张锦星牧师，刘新元传道。此外还有一次周日下午的朝语敬拜。
2005年11月，美国总统乔治·沃克·布什访问北京时，曾参加缸瓦市教堂主日礼拜。美国国务卿赖斯也曾参加缸瓦市堂主日崇拜。

## 著名信徒
- 陈垣: 历史学家，1919年接受洗礼，历任辅仁大学、北京师范大学校长。
- 老舍: 作家，1921年起在伦敦会缸瓦市教会的英文夜校学习并参加主日学服侍。1922年，接受洗礼。